# مخيشماوات
المخيشماوات (الاسم العلمي: Pleurobranchinae) هي أسرة من الرخويات تتبع فصيلة المخيشمية من الرتبة مخيشميات الشكل.